# Juzes
Juzes (okzitanisch Jusas) ist eine südfranzösische Gemeinde mit 67 Einwohnern (Stand: 1. Januar 2022) im Département Haute-Garonne in der Region Okzitanien. Die Gemeinde gehört zum Arrondissement Toulouse und ist Mitglied im Gemeindeverband Communauté de communes Aux sources du Canal du Midi. Die Bewohner werden Juzois und Juzoises genannt.

## Geografie

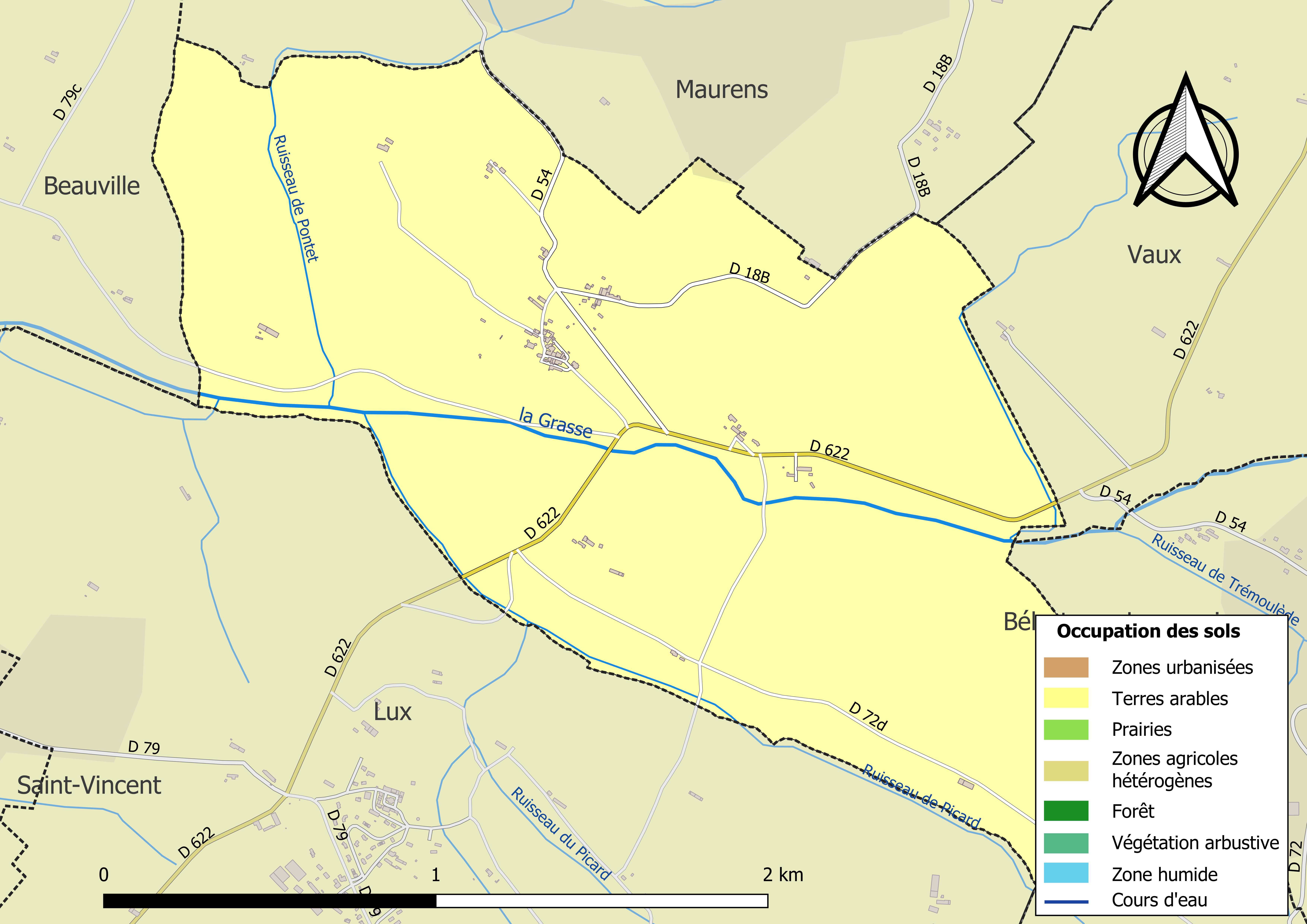
Bodennutzung, Hydrografie und Infrastruktur der Gemeinde (2018)

Juzes befindet sich in der historischen Landschaft des Lauragais am östlichen Rand des Départements, etwa 53 Kilometer nordwestlich von Carcassonne und etwa 33 Kilometer südöstlich von Toulouse. Die Gemeinde liegt im Einzugsgebiet der Garonne und wird von der Grasse, dem Ruisseau de Picard, dem Ruisseau de Pontet und verschiedenen kleineren Bächen entwässert. Während die Grasse das Gemeindegebiet zentral von Ost nach West durchströmt, begrenzt der Ruisseau de Picard es im Süden, bevor er in die Grasse mündet. Etwas oberhalb mündet auch der Ruisseau de Pontet von Norden kommend in die Grasse. Das Zentrum der Gemeinde liegt auf einer Anhöhe auf 245 m Höhe etwa 40 Meter oberhalb der Grasse.
Nahezu die gesamte Fläche der Gemeinde wird landwirtschaftlich genutzt.
Umgeben wird Juzes von den sechs Nachbargemeinden:
|           | Maurens                                     | Vaux                 |
| Beauville | Kompassrose, die auf Nachbargemeinden zeigt | Bélesta-en-Lauragais |
| Lux       |                                             | Mourvilles-Hautes    |

## Geschichte
Die erste urkundliche Erwähnung des Ortes stammt aus dem Jahr 1230; die zweite aus dem Jahr 1384. Etwa um diese Zeit kam der Ort in den Besitz der berühmten Adelsfamilie der La Tour d’Auvergne, die auch das Schloss erbauen ließ.

## Bevölkerungsentwicklung
| Juzes: Einwohnerzahlen von 1793 bis 2020                                                                                   | Juzes: Einwohnerzahlen von 1793 bis 2020 | Juzes: Einwohnerzahlen von 1793 bis 2020 | Juzes: Einwohnerzahlen von 1793 bis 2020 | Juzes: Einwohnerzahlen von 1793 bis 2020 |
| --- | ---------------------------------------- | ---------------------------------------- | ---------------------------------------- | ---------------------------------------- |
| Jahr |                                          |                                          |                                          | Einwohner                                |
| 1793 | 1793                                     |                                          | 236                                      | 236                                      |
| 1800 | 1800                                     |                                          | 220                                      | 220                                      |
| 1806 | 1806                                     |                                          | 232                                      | 232                                      |
| 1821 | 1821                                     |                                          | 228                                      | 228                                      |
| 1831 | 1831                                     |                                          | 260                                      | 260                                      |
| 1836 | 1836                                     |                                          | 297                                      | 297                                      |
| 1841 | 1841                                     |                                          | 334                                      | 334                                      |
| 1846 | 1846                                     |                                          | 333                                      | 333                                      |
| 1851 | 1851                                     |                                          | 335                                      | 335                                      |
| 1856 | 1856                                     |                                          | 343                                      | 343                                      |
| 1861 | 1861                                     |                                          | 289                                      | 289                                      |
| 1866 | 1866                                     |                                          | 270                                      | 270                                      |
| 1872 | 1872                                     |                                          | 282                                      | 282                                      |
| 1876 | 1876                                     |                                          | 266                                      | 266                                      |
| 1881 | 1881                                     |                                          | 254                                      | 254                                      |
| 1886 | 1886                                     |                                          | 196                                      | 196                                      |
| 1891 | 1891                                     |                                          | 176                                      | 176                                      |
| 1896 | 1896                                     |                                          | 172                                      | 172                                      |
| 1901 | 1901                                     |                                          | 144                                      | 144                                      |
| 1906 | 1906                                     |                                          | 143                                      | 143                                      |
| 1911 | 1911                                     |                                          | 119                                      | 119                                      |
| 1921 | 1921                                     |                                          | 107                                      | 107                                      |
| 1926 | 1926                                     |                                          | 101                                      | 101                                      |
| 1931 | 1931                                     |                                          | 110                                      | 110                                      |
| 1936 | 1936                                     |                                          | 135                                      | 135                                      |
| 1946 | 1946                                     |                                          | 128                                      | 128                                      |
| 1954 | 1954                                     |                                          | 114                                      | 114                                      |
| 1962 | 1962                                     |                                          | 101                                      | 101                                      |
| 1968 | 1968                                     |                                          | 97                                       | 97                                       |
| 1975 | 1975                                     |                                          | 92                                       | 92                                       |
| 1982 | 1982                                     |                                          | 91                                       | 91                                       |
| 1990 | 1990                                     |                                          | 72                                       | 72                                       |
| 1999 | 1999                                     |                                          | 84                                       | 84                                       |
| 2006 | 2006                                     |                                          | 97                                       | 97                                       |
| 2013 | 2013                                     |                                          | 86                                       | 86                                       |
| 2020 | 2020                                     |                                          | 67                                       | 67                                       |
| Quelle(n): EHESS/Cassini bis 1999, INSEE ab 2006 Anmerkung(en): Ab 1962 offizielle Zahlen ohne Einwohner mit Zweitwohnsitz |                                          |                                          |                                          |                                          |

Bis zur Mitte des 19. Jahrhunderts hatte der Ort beständig zwischen 220 und 350 Einwohner; danach sank die Zahl der Einwohner kontinuierlich ab.

## Sehenswürdigkeiten
- Das aus weitgehend unbearbeiteten Bruchsteinen erbaute Château de Juzes wurde im 15. Jahrhundert erbaut und im 16. Jahrhundert erweitert. Der zweieinhalbgeschossige Bau wird von einem viereckigen und zwei runden Ecktürmen gerahmt, die allesamt mit kleinen Fenstern versehen sind; der Wohntrakt (corps de logis) zeigt ein schlichtes Rundbogenportal sowie Rechteckfenster mit steinernen Fensterkreuzen. Unterhalb des Daches befindet sich ein halbes Geschoss für die Kammern der Dienstboten, die später zu Lagerräumen umgenutzt wurden. Das Schloss befindet sich in Privatbesitz. Fassaden und Dächer sind seit 1973 als Monument historique eingeschrieben.[6]
- Die einschiffige Pfarrkirche Saint-Léger ist ein aus Bruch- und Ziegelsteinen errichteter Bau aus dem frühen 16. Jahrhundert, der aber in der Zeit der Hugenottenkriege (1562–1598) zweimal in Brand gesetzt wurde. Später erhielt der Bau – auch zur Stabilisierung – seitliche Kapellenanbauten. Der heutige Zustand entstammt weitgehend dem 19. Jahrhundert.
- Ein imposantes Taubenhaus (pigeonnier) stammt aus dem 18. Jahrhundert.

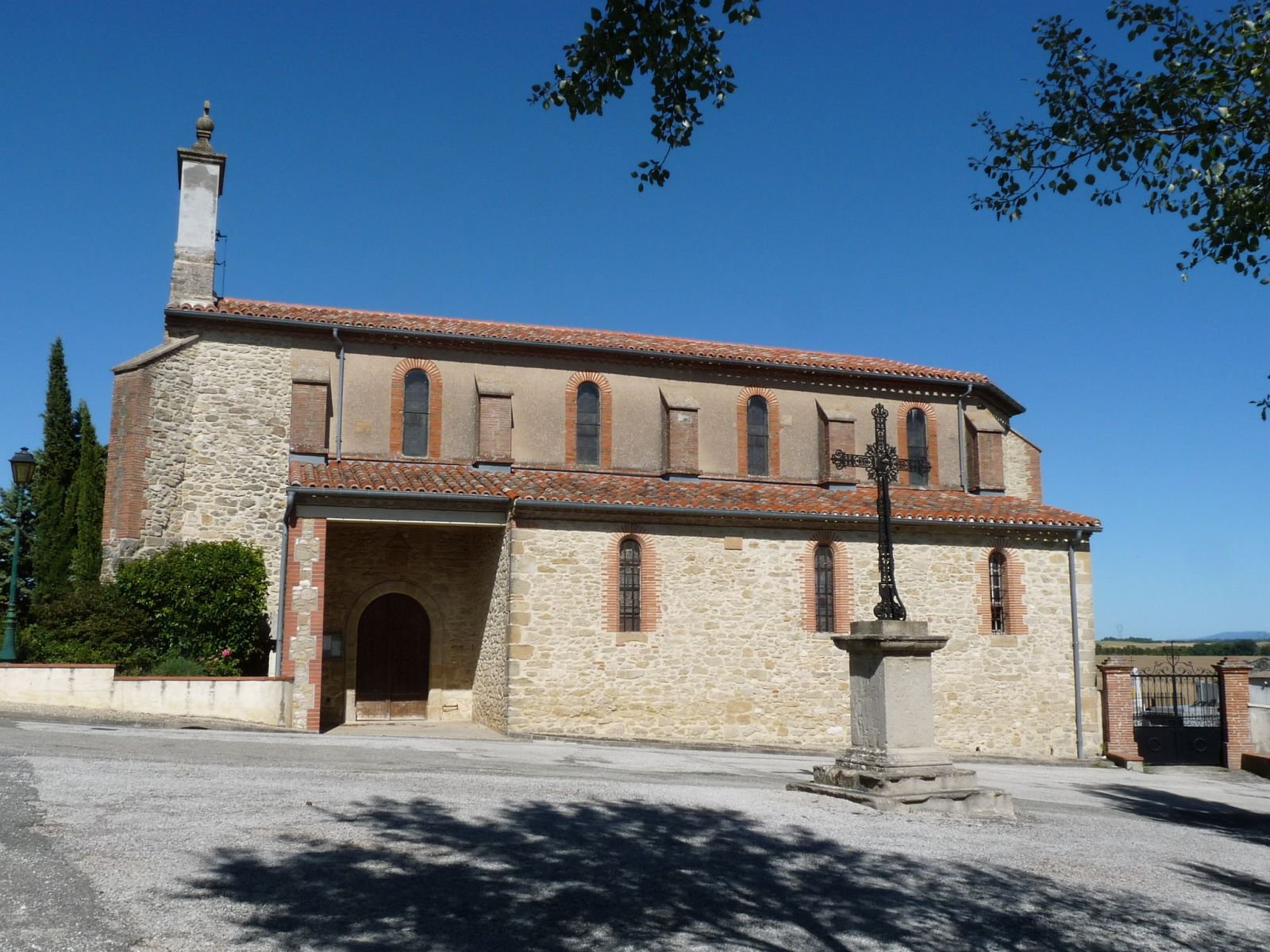
Kirche Saint-Léger
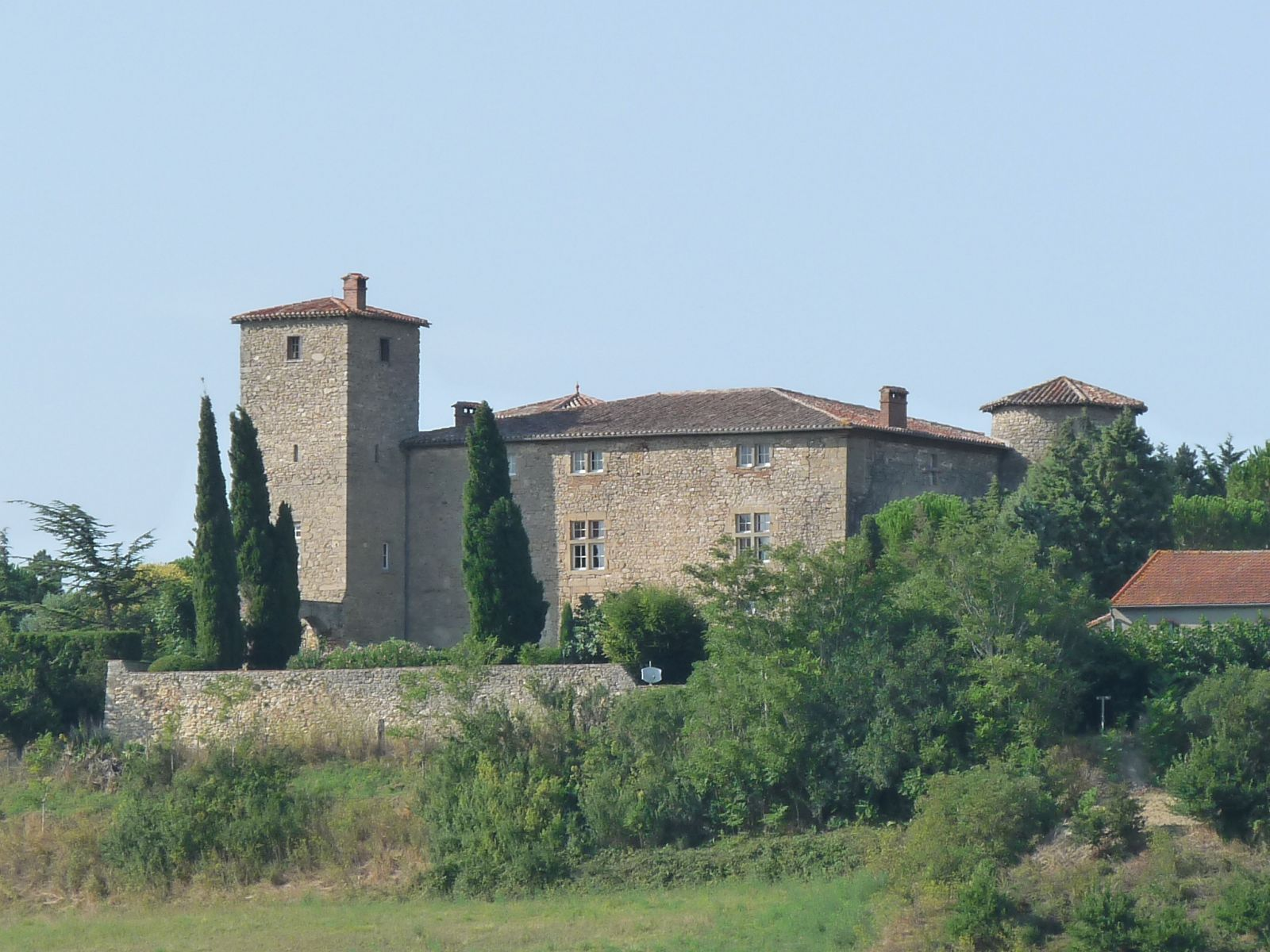
Schloss Juzes

## Wirtschaft
Wie in den meisten Orten des Lauragais spielte der Anbau von Färberwaid (pastel) im Mittelalter und in der frühen Neuzeit eine große Rolle. Heute lebt der Ort hauptsächlich von der Landwirtschaft und von der Vermietung leerstehender Ferienwohnungen.

## Verkehr
Die Departementsstraße 622, die ehemalige Route nationale 622, von Capens nach Hérépian durchquert die Gemeinde von Südwesten kommend in Richtung Osten und verbindet sie mit Villefranche-de-Lauragais über Lux im Südwesten und mit Revel über Vaux im Osten.